# Eremurus
Eremurus M.Bieb. è un genere di piante erbacee perenni appartenente alla famiglia delle Asphodelaceae. È conosciuto anche con il nome di "candela del deserto".

## Descrizione
Ha una radice corta e tozza e fiori bianchi, gialli o rosa.
L'infiorescenza ha una forma a spiga. Si compone di molti fiori di colore rame, giallo brillante, bianco neve, rosa pastello, arancio o qualsiasi combinazione di questi colori. Le foglie crescono in ciuffi di sottili, verdi strisce. Le specie sono note per le radici spesse che crescono fuori dalla parte centrale. L'eremoro è noto anche per essere relativamente alto e, a seconda della varietà, può raggiungere un'altezza di tre metri.

## Distribuzione e habitat
Il genere è originario dell'Asia occidentale e centrale. La specie Eremurus thiodanthus è originaria della Crimea.

## Tassonomia
Il genere Eremurus comprende le seguenti specie:
- Eremurus afghanicus Gilli
- Eremurus aitchisonii Baker
- Eremurus alaicus Khalk.
- Eremurus alberti Regel
- Eremurus altaicus (Pall.) Steven
- Eremurus ammophilus Vved.
- Eremurus anisopterus (Kar. & Kir.) Regel
- Eremurus azerbajdzhanicus Kharkev.
- Eremurus bactrianus Wendelbo
- Eremurus brachystemon Vved.
- Eremurus bucharicus Regel
- Eremurus candidus Vved.
- Eremurus cappadocicus J.Gay ex Baker
- Eremurus chinensis O.Fedtsch.
- Eremurus chloranthus Popov
- Eremurus comosus O.Fedtsch.
- Eremurus cristatus Vved.
- Eremurus czatkalicus Lazkov
- Eremurus dolichomischus Vved. & Wendelbo
- Eremurus furseorum Wendelbo
- Eremurus fuscus (O.Fedtsch.) Vved.
- Eremurus hilariae Popov & Vved.
- Eremurus himalaicus Baker
- Eremurus hissaricus Vved.
- Eremurus iae Vved.
- Eremurus inderiensis (M.Bieb.) Regel
- Eremurus jungei Juz.
- Eremurus kaufmannii Regel
- Eremurus kopet-daghensis Karrer
- Eremurus korovinii B.Fedtsch.
- Eremurus korshinskyi O.Fedtsch.
- Eremurus lachnostegius Vved.
- Eremurus lactiflorus O.Fedtsch.
- Eremurus luteus Baker
- Eremurus micranthus Vved.
- Eremurus nuratavicus Khokhr.
- Eremurus olgae Regel Eremurus lachnostegius Vved.
- Eremurus parviflorus Regel
- Eremurus persicus (Jaub. & Spach) Boiss.
- Eremurus pubescens Vved.
- Eremurus rechingeri Wendelbo
- Eremurus regelii Vved.
- Eremurus robustus (Regel) Regel
- Eremurus roseolus Vved.
- Eremurus saprjagajevii B.Fedtsch.
- Eremurus sogdianus (Regel) Benth. & Hook.f.
- Eremurus spectabilis M.Bieb.
- Eremurus stenophyllus (Boiss. & Buhse) Baker
- Eremurus subalbiflorus Vved.
- Eremurus suworowii Regel
- Eremurus tadshikorum Vved.
- Eremurus tauricus Steven
- Eremurus thiodanthus Juz.
- Eremurus tianschanicus Pazij & Vved. ex Pavlov
- Eremurus turkestanicus Regel
- Eremurus wallii Rech.f.
- Eremurus zangezuricus Mikheev
- Eremurus zenaidae Vved.
- Eremurus zoae Vved.

## Usi
Le piante spesso sono coltivate a scopo ornamentale.